# Ryynänen
Ryynänen eller Ryynäsjärvi är en sjö i Finland. Den ligger i kommunen Kajana i landskapet Kajanaland, i den centrala delen av landet, 400 km norr om huvudstaden Helsingfors. Ryynänen ligger 154,2 meter över havet. I omgivningarna runt Ryynänen växer i huvudsak blandskog. Arean är 64,9 hektar och strandlinjen är 4,71 kilometer lång. Sjön  ingår i Uleälvens huvudavrinningsområde. 